# Surinam na Letnich Igrzyskach Olimpijskich 1984
Surinam na Letnich Igrzyskach Olimpijskich 1984 reprezentowało pięciu zawodników. Był to 5. start reprezentacji Surinamu na letnich igrzyskach olimpijskich.

## Skład kadry

### Judo
Mężczyźni
- Mohamed Madhar - waga ekstralekka - 12. miejsce

### Lekkoatletyka
Mężczyźni
- Siegfried Cruden

400 metrów - odpadł w eliminacjach
800 metrów - odpadł w eliminacjach
- Tito Rodrigues - 1500 metrów - odpadł w eliminacjach

### Pływanie
Mężczyźni
- Anthony Nesty

100 metrów st. dowolnym - 49. miejsce
100 metrów st. motylkowym - 21. miejsce
- Hugo Goossen - 100 metrów st. grzbietowym - 36. miejsce